# Missionarie della carità

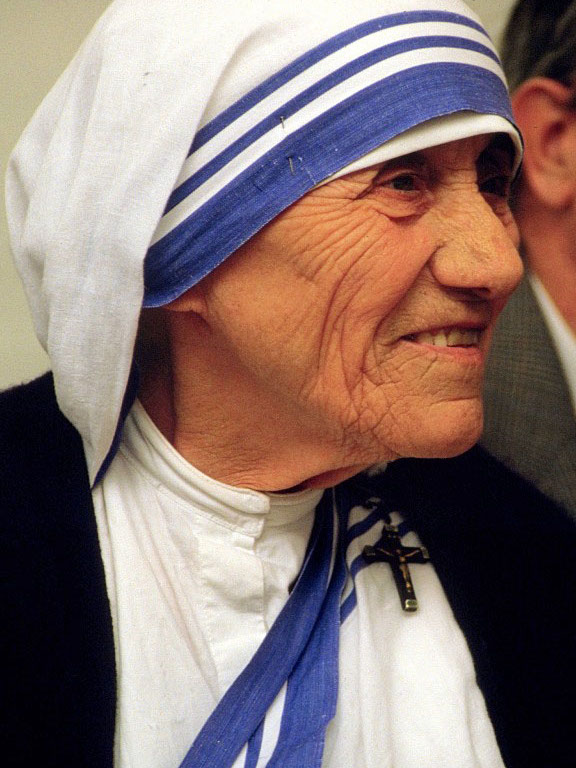
Madre Teresa in una fotografia del 1986

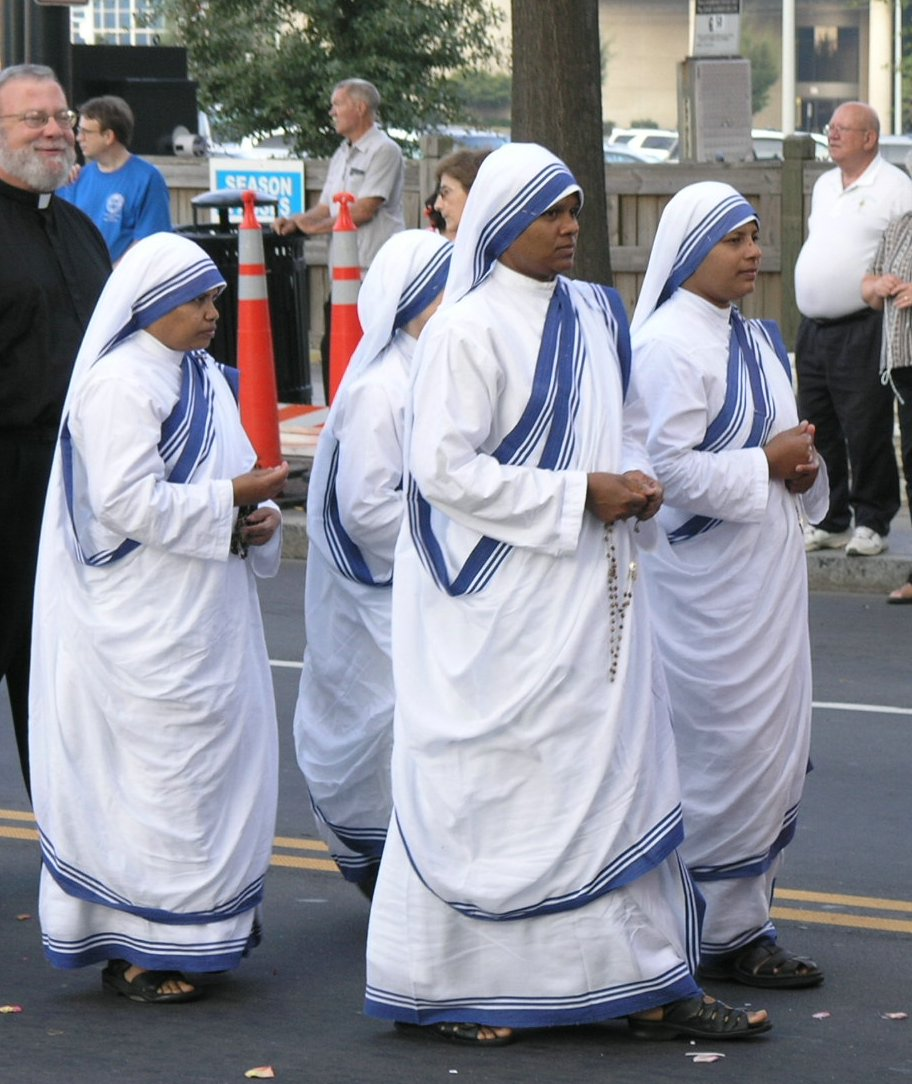
L'abito delle Missionarie della Carità consiste in un sari bianco bordato d'azzurro

Le Missionarie della carità (in latino Congregatio Sororum Missionarium Caritatis; in inglese Missionaries of Charity o Sisters of Mother Teresa) sono un istituto religioso femminile di diritto pontificio, fondato da Madre Teresa di Calcutta. Le suore di questa congregazione pospongono al loro nome la sigla M.C.

## Storia
La congregazione venne fondata da Anjeza Gonxhe Bojaxhiu (1910-1997), in religione Madre Teresa: di origine albanese, abbracciò la vita religiosa nella Congregazione delle suore di Loreto, il ramo irlandese dell'Istituto della Beata Vergine Maria, e nel 1929 venne inviata in India, dove si dedicò all'insegnamento. Colpita dalle misere condizioni della popolazione di Calcutta, con l'autorizzazione della Santa Sede, il 18 agosto 1948 lasciò la sua congregazione decisa a fondarne una nuova.
Compì un periodo di tre mesi di formazione presso le Suore medico missionarie per apprendere le tecniche infermieristiche e, il 19 marzo 1949, si unì a lei la prima compagna.
Le Missionarie della carità vennero erette in congregazione religiosa di diritto diocesano dall'arcivescovo di Calcutta il 7 ottobre 1950 e ricevettero l'approvazione pontificia il 1º febbraio 1965.
La fondatrice, vincitrice del premio Nobel per la pace nel 1979, è stata proclamata beata da papa Giovanni Paolo II in piazza San Pietro a Roma il 19 ottobre 2003. Papa Francesco ha canonizzato Madre Teresa il 4 settembre 2016.

## Attività e diffusione
Le suore dell'istituto religioso si dedicano a varie opere di assistenza morale e materiale ai poveri; esiste anche il ramo delle suore contemplative che, fatta eccezione di due ore in cui si dedicano al servizio della comunità, sostengono le altre suore con la preghiera. Oltre ai tre voti comuni a tutti i religiosi (povertà, obbedienza e castità), le Missionarie della Carità emettono un quarto voto, di offrire se stesse per il servizio dei più poveri tra i poveri.
Sono presenti in numerosi paesi d'Europa, Africa, Asia, Oceania e delle Americhe; la sede generalizia è a Calcutta.
Al 31 dicembre 2008 la congregazione contava 5.194 religiose in 762 case.

## Cronologia delle superiore
- Madre Teresa di Calcutta (1950-1997)
- Madre Nirmala Joshi (1997-2009)
- Madre Mary Prema Pierick, (2009-2022)
- Madre Joseph Michael (dal 2022)[4]